# Homalodotherium
Genre
Homalodotherium est un genre éteint de mammifères ongulés, originaire d’Amérique du Sud.

## Description
Homalodotherium avait une longueur d’environ 2 mètres et avait des pattes avant possédant des griffes à la place de sabots. Il marchait sur la plante de ses pieds de derrière et les orteils de ses pattes avant, ce qui aurait rendu l’animal plus grand au niveau des épaules qu’au niveau des hanches quand il marchait à quatre pattes. Il était probablement au moins en partie bipède, étant capable d'abattre des branches d'arbres avec ses bras tout en se dressant sur ses pattes arrière.

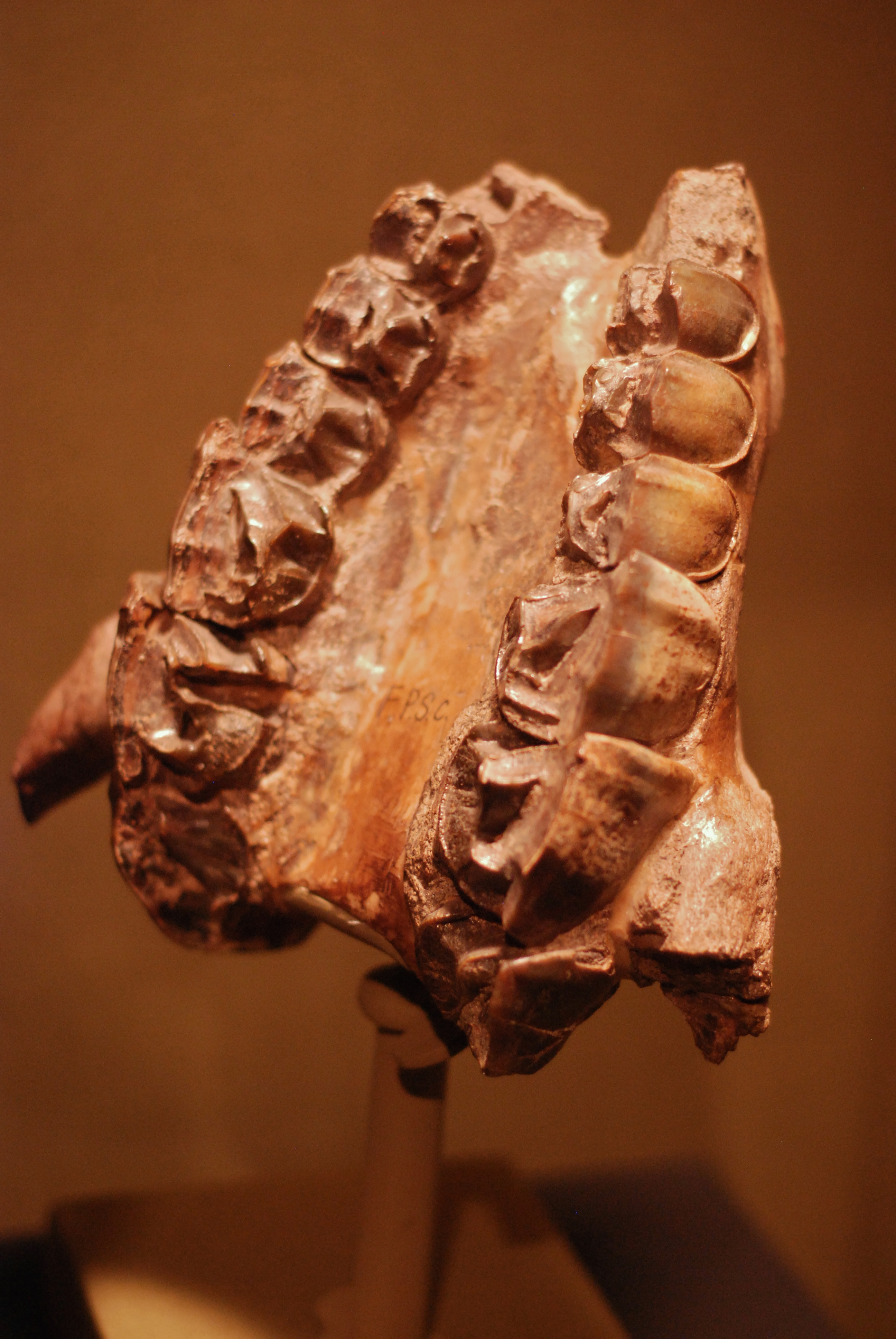
Maxillaire dHomalodotherium (Museo de la Plata à Buenos-Aires)

Différents êtres vivants préhistoriques ont aussi développé cette techniques d’alimentation, à l’image des chalicothères, des paresseux, des panda géants et, éventuellement, des dinosaures thérizinosaures.